# Gammaropsis concava
Gammaropsis concava is een vlokreeftensoort uit de familie van de Photidae. De wetenschappelijke naam van de soort is voor het eerst geldig gepubliceerd in 1916 door Clarence Raymond Shoemaker.